# Stephenson King
Stephenson King (nacido el 13 de noviembre de 1958 en Castries, Santa Lucía) fue el  primer ministro de Santa Lucía desde 2007 hasta 2011. 

## Carrera política
En 1990, King participó en el gobierno del primer ministro John Compton, como el entonces ministro de Salud.
Fue elegido diputado por Castries en 2006 en representación del Partido de la Unión de Trabajadores.
Compton fue elegido primer ministro de nuevo después de las elecciones de 2006.